# KFUK-KFUM Uppsala Aikidoklubb/Uppsala Aikikai

KFUK-KFUM Uppsala Aikidoklubb/Uppsala Aikikai är det fullständiga namnet på den aikidoklubb som ibland kallas KFUK-KFUM Uppsala Aikidoklubb, och ibland Uppsala Aikikai. 
Klubben grundades 1967 av Toshikazu Ichimura i samarbete med KFUM Uppsala. Ichimura skickades till Sverige 1966 av Hombu Dojo och sin lärare Shoji Nishio, för att arbeta för aikidons utveckling i Skandinavien.
Dojon låg då i Borgen, KFUMs lokaler i Uppsala vid den tiden. 1986 återvände Ichimura till Japan, varefter Nishio erbjöd sig att ta över klubbens vägledning. 1991 flyttade klubben in i en ny dojo - Budohuset - och blev samboende med kyokushin karate-, kendo- och iaidoklubbarna i staden. 2002 flyttade Budohuset ännu en gång och finns nu vid Torbjörnstorg på Svartbäcksgatan 86.
Bland klubbens instruktörer märks Cenneth Sparby och Cecilia Ralfe-Stelander, vilka bägge fick graden 6:e dan av Aikikai i februari 2005.